# جیمز رابرتسون
جیمز رابرتسون (انگلیسی: James Robertson؛ 20 February 1929 – ۱۱ ژوئن ۲۰۱۵) بازیکن فوتبال اهل بریتانیا بود.
از باشگاه‌هایی که در آن بازی کرده‌است می‌توان به باشگاه فوتبال آرسنال و باشگاه فوتبال برنتفورد اشاره کرد.